# Noël en Allemagne
En Allemagne, les fêtes de Noël, appelées Weihnachten, sont célébrées sur une grande partie du mois de décembre.

## La tradition de Saint Nicolas
Le 6 décembre on commémore saint Nicolas de Myre. Saint Nicolas vécut au IVe siècle, à Myra, dans la Turquie actuelle. C’était un évêque connu pour la protection qu'il étendait sur les enfants et les veuves ainsi que ses nombreux miracles. Il est mort un 6 décembre et il devient le patron des marins, des avocats du barreau de Paris, des prêteurs sur gage, des mendiants et surtout des écoliers et, par extension, des enfants ! Depuis le XIVe siècle, la coutume veut que le 6 décembre saint Nicolas offre des cadeaux aux enfants.
Aujourd’hui, joué classiquement par un membre de la famille et après que les enfants ont récité un poème, il lit son livre ”d’or“ si ceux-ci ont été sages pendant l’année. Si tel est le cas, il leur donne des friandises ou des petits cadeaux. Mais ceux qui n’étaient pas sages doivent s’exposer au Père Fouettard accompagnant saint Nicolas qui dispense des coups de fouet aux vilains garnements.

## Les marchés de Noël

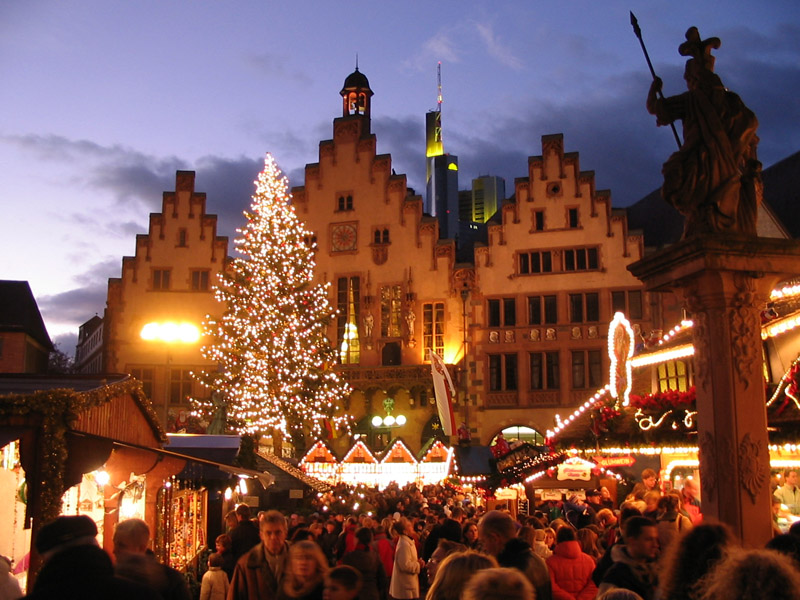
Marché de Noël à Francfort-sur-le-Main.

À partir de la première semaine de l’Avent, beaucoup de villes ou de villages organisent un marché de Noël durant entre une semaine et toutes les quatre semaines jusqu’à Noël. On y trouve de petites échoppes avec des articles de décoration de Noël, des produits régionaux ou artisanaux, des petits cadeaux et de quoi se restaurer (traditionnellement vin chaud, bretzels, cannelle, gâteaux).
Au XIVe siècle, les mairies ont commencé à permettre aux artisans, par exemple les pâtissiers ou les vanniers, de vendre leurs produits sur la place du marché ou devant l’église pendant les semaines avant Noël. En 1310, le marché le plus fameux, le Nürnberger Christkindlesmarkt a eu lieu la première fois à Nuremberg. Un des premiers documents relatant un marché de Noël est daté de 1434 sous le règne de Frédéric II de Saxe, évoquant un Striezelmarkt qui a eu lieu à Dresde le lundi précédant Noël.
Les couronnes de l'Avent

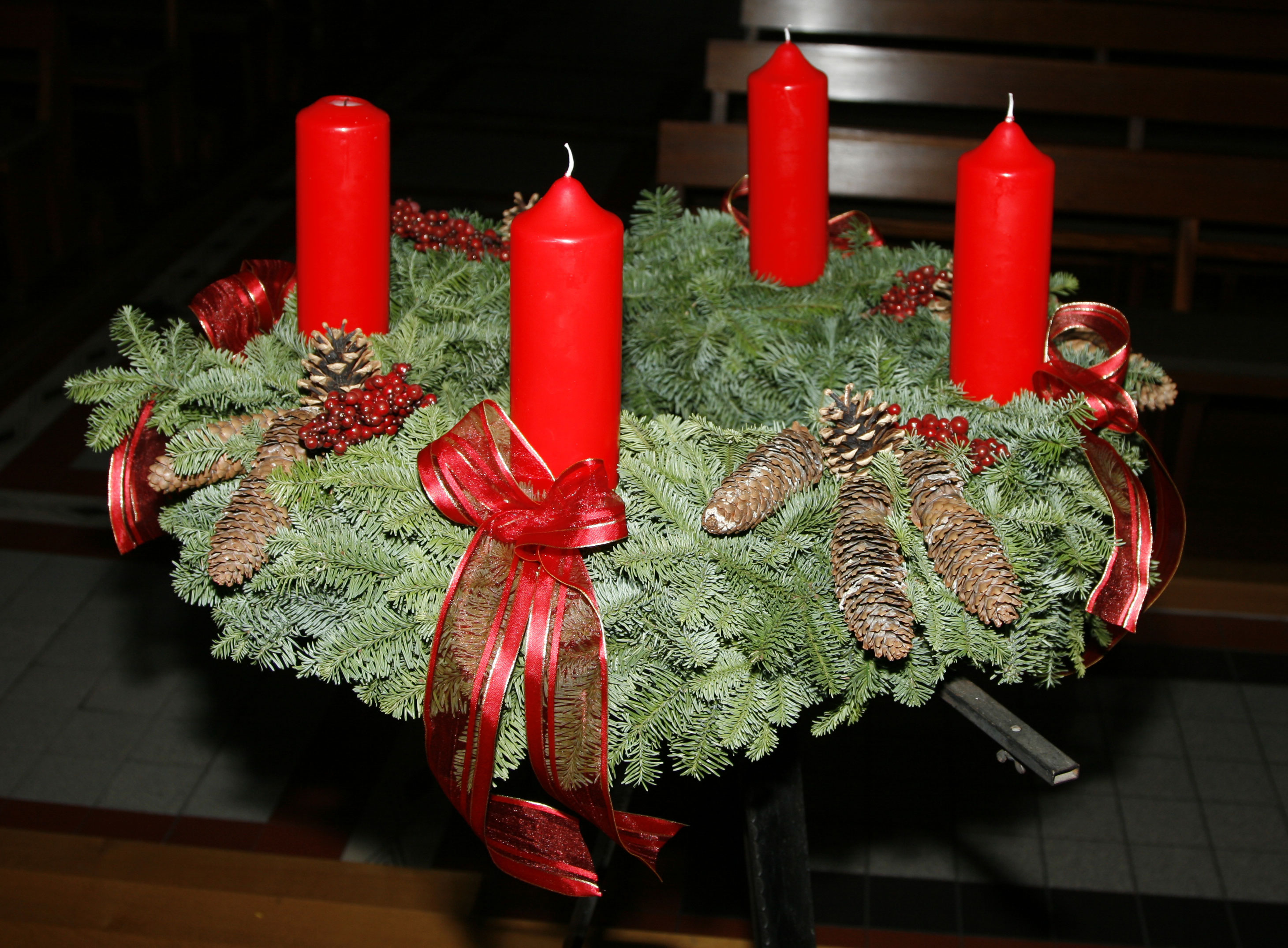
Couronne de l'Avent traditionnelle

En Allemagne, on fabrique pour le premier dimanche de l’Avent cette couronne faite de branches de sapin, de pin, de houx ou parfois de gui symbolisant la végétation, signe d'espérance durant les longs mois d'hiver, et ornée de quatre bougies – la lumière symbolise aussi le bonheur et l'espoir face à la naissance de l’Enfant Jésus - et d’autres petites choses selon son goût, par exemple de noix ou de rubans. Les quatre bougies marquent les quatre semaines de l'Avent et sont allumées chacun des quatre dimanches. Noël sera là lorsque la dernière bougie sera allumée. En allemand, "couronne" se dit "Kranz" et "bougies" se dit "Kerze". 
Si, dans l’Antiquité, la couronne de laurier était le symbole de la victoire, celle de l’Avent accompagnant l’attente de l’arrivée de l’Enfant Jésus, symbolise la victoire du Christ sur les ténèbres et les forces du Mal. Contrairement à ce que l’on pourrait penser, elle n’est pas une tradition très ancienne. « On la doit au pasteur Johann Hinrich Wichern qui avait créé à Hambourg en 1833 un foyer pour orphelins et enfants en difficulté, "das rauhe Haus", une institution qui existe toujours d’ailleurs. Il eut l’idée de suspendre comme un lustre une grande roue de bois pourvue de 20 petites bougies rouges pour les jours ouvrables et de quatre grandes bougies blanches pour tous les dimanches.  Chaque jour de l’Avent, on allumait une bougie. Peu à peu, cette couronne s’est imposée dans les lieux de culte protestants puis vers 1925 les catholiques l’ont adoptée. »

Dans le Calendrier liturgique catholique, le temps de l'Avent est constitué de quatre semaines, commençant chacune par un dimanche :
– premier dimanche de l'Avent (Levavi), suivant le dernier dimanche après la Pentecôte ;
– deuxième dimanche de l'Avent : Populus Sion ;
– troisième dimanche de l'Avent : Gaudete ;
– quatrième dimanche de l'Avent : Rorate, (de Rorate caeli desuper, et nubes pluant justum).

### Les calendriers de l'Avent

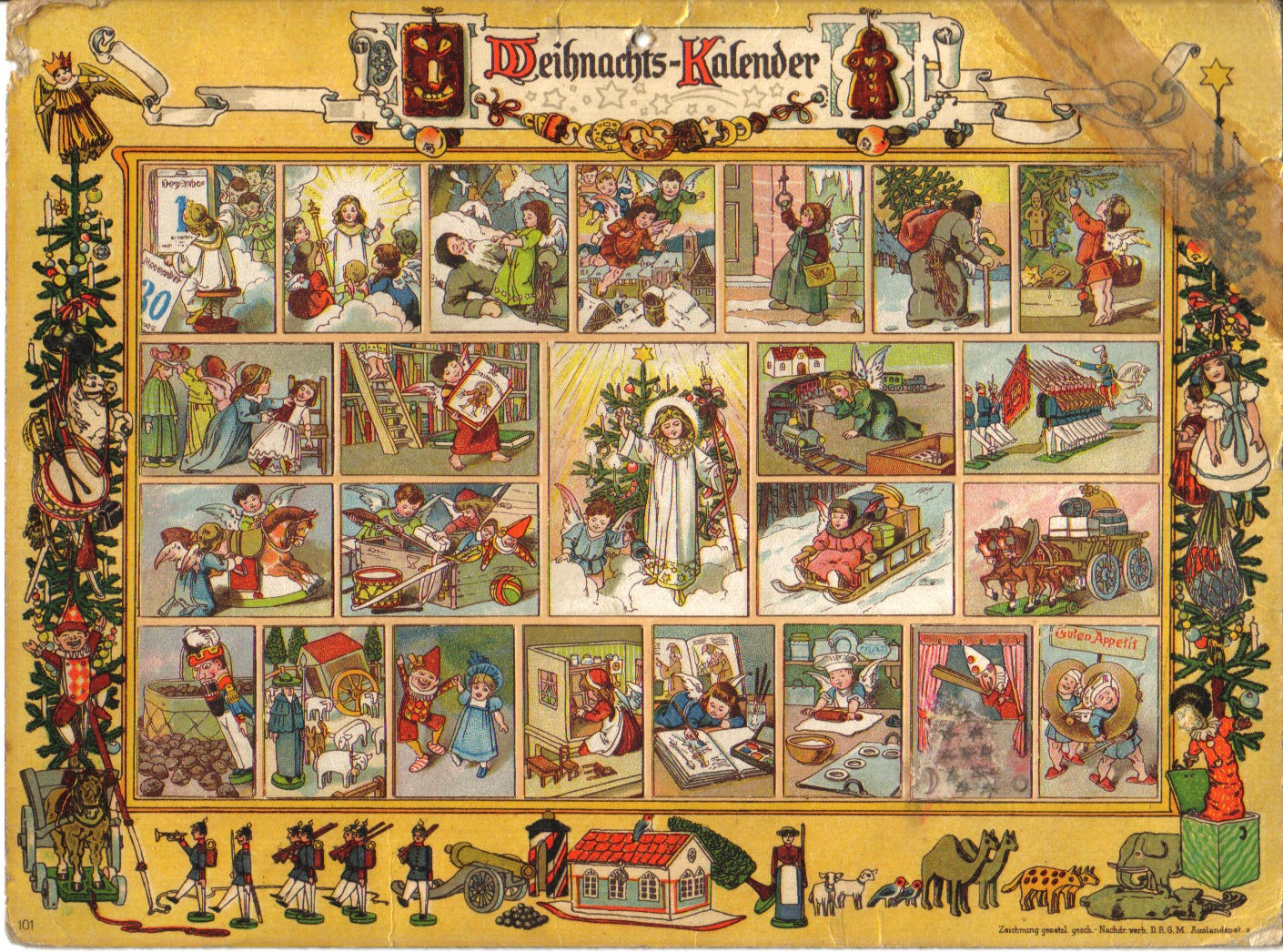
Calendrier de l'Avent (Richard Ernst Kepler)

Ce calendrier est très typique en Allemagne.  On raconte qu'il a été inventé pour faire patienter les enfants jusqu’à Noël. En Allemagne du Sud, la tradition voulait que les enfants fassent chaque jour un trait au chambranle de la Porte. À Maulbronn (Bade-Wurtemberg), « une femme de pasteur très inventive eut l’idée de dessiner pour ses enfants 24 petites cases sur un carton. Dans chacune d’entre elles, elle a accroché un WIbele, un petit gâteau souabe. » En 1908, son fils Gerhard Lang a lancé le premier "Weihnachtskalender", calendrier de Noël, comme il est appelé à l’époque. 
Aujourd’hui les enfants ouvrent une fenêtre chaque matin. Mais on peut faire aussi le calendrier soi-même avec des petits cadeaux, par exemple en suspendant 24 petits paquets-surprise à travers le salon. 

## Noël

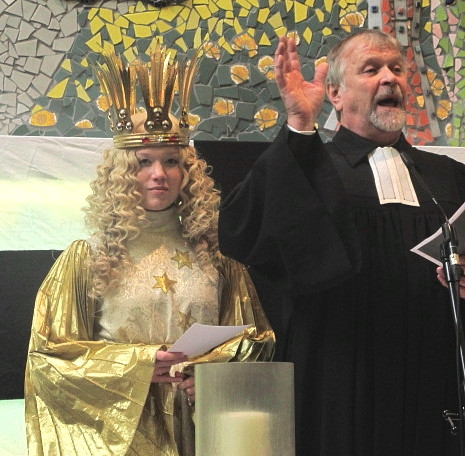
Messe de Noël dans la gare de Nuremberg avec le Christkind de Nuremberg (2011)

Le 24 décembre est la journée précédant Noël qui est appelée en Allemagne Heiliger Abend ou Heiligabend.  
On emploie le matin à faire ses dernières courses, pour ériger et orner le sapin de Noël et pour installer la crèche de Noël. 
Le soir, on a un simple dîner traditionnel de la région, par exemple en Franconie des truites ou des carpes, en Basse-Bavière des saucisses avec de la choucroute qui doit rappeler les circonstances misérables de la naissance de l’Enfant Jésus. Après celui-ci, on offre les cadeaux, chante des chansons traditionnelles de Noël, par exemple Stille Nacht, heilige Nacht (Douce nuit, sainte nuit), en mangeant des petits gâteaux et buvant du vin chaud. 

Dans les régions du Sud de l'Allemagne qui sont majoritairement catholiques, les enfants croient que le Christkind, l’enfant Jésus personnifié par une jeune fille toute de blanc vêtue et coiffée d’un voile, apparaît le soir de Noël. À cause de la sécularisation et de l’influence des États-Unis, elle est en train d’être plus en plus remplacée par la figure du Weihnachtsmann (père Noël) dans les régions protestantes du Nord, du Centre et de l'Est.
La tradition veut que les enfants lui écrivent une liste de cadeaux quelques semaines avant qui est envoyée à son adresse. Au matin du 24 décembre, les enfants posent une petite assiette avec de petits gâteaux de Noël et un verre de lait devant la fenêtre et attendent jusqu’au soir quand le Christkind apporte les cadeaux. Le son de la petite clochette, une fenêtre ouverte, les gâteaux entamés et le verre quasiment vide sont des signes qu’il est passé.